# كرايغ بيتمان
كرايغ بيتمان (بالإنجليزية: Craig Pittman)‏ هو عسكري أمريكي، ولد في 7 مارس 1959.

## وصلات خارجية
- كرايغ بيتمان على موقع شيردوغ (الإنجليزية)
- كرايغ بيتمان على موقع CageMatch worker (الإنجليزية)
- كرايغ بيتمان على موقع قاعدة بيانات المصارعة على الإنترنت (الإنجليزية)
- كرايغ بيتمان على موقع IMDb (الإنجليزية)
- كرايغ بيتمان على موقع قاعدة بيانات الفيلم (الإنجليزية)